# Теренський Микола
Мико́ла Тере́нський (1723–1790) — маляр, священик у с. Перекопаній під Перемишлем. 1753 намалював для костьолу в Дубецькому груповий портрет фундаторів — Яна і Анни Красіцьких на тлі карпатського пейзажу; церковні розписи.